# Управление делами Президента Республики Беларусь
Управление делами Президента Республики Беларусь (известно также под неформальной аббревиатурой УДП, бел. Кіраўніцтва справамі Прэзідэнта Рэспублікі Беларусь) — орган исполнительной власти Республики Беларусь по финансовому, материально-техническому, социально-бытовому и медицинскому обеспечению республиканских органов власти. Управление создано Указом Президента Республики Беларусь от 4 августа 1994 года № 19, подчинено непосредственно Президенту Республики Беларусь. Объединяющее ряд коммерческих компаний с расширенными полномочиями и находящееся вне общественного контроля Управление делами называется одним из «кошельков» режима Александра Лукашенко и характеризуется как «государство в государстве, беспрепятственно подминающее под себя самые выгодные бизнесы». В 2013–2021 годах УДП возглавлял Виктор Шейман – человек из ближайшего окружения Лукашенко.

## Деятельность
Согласно положению, Управление делами осуществляет финансовое, материально-техническое, социально-бытовое и медицинское обеспечение республиканских органов власти; организует отдых и оздоровление граждан Беларуси и иностранных граждан; обслуживает дипломатические представительства и официальные органы иностранных государств и международных организаций; отвечает за сохранение заповедных мест, народных промыслов, исторических традиций республики и проведение государственной политики в сфере гуманитарной деятельности.
22 ноября 1995 года распоряжением Лукашенко государственное предприятие «Торгэкспо» было освобождено от уплаты пошлин, акцизов и НДС. «Торгэкспо» начало беспошлинный экспорт алкогольных и табачных изделий в Россию, а вся выручка поступала Управлению делами. В начале 2000-х годов дочерняя компания Управления делами «Белая Русь» получила эксклюзивное право импорта сахара-сырца из третьих стран и экспорта сахара из свеклы в Россию, а «Белвнешторгинвест» получила аналогичное эксклюзивное право на экспорт тракторов в Россию. В 2006 году УДП была передана прибыльная компания «Белорусские лотереи». К началу 2010-х годов компании Управления делами были заняты в туристической отрасли, лотереях, оптовой торговле алкоголем, табачными изделиями, нефтью, а также в строительстве. До 2018 года УДП владело 99,8% Паритетбанка. Согласно расследованию «Белсата», УДП «использовало административный ресурс для поглощения успешных предприятий».
В 2020 году дочерняя компания УДП «Белзарубежторг» получила право экспортировать нефтепродукты на основании генеральных лицензий, став вторым эксклюзивным экспортёром нефтепродуктов в стране. По состоянию на 2021 год УДП было совладельцем одного из крупных экспортёров белорусских удобрений «Белагроферт». До 2021 года включительно дочерние структуры УДП поставляли битум для строительства и реконструкции автомобильных дорог на территории Украины, а на дочерняя совместная компания «Белавтодор-Украина» выиграла крупные тендеры на строительство дорог. По данным расследования «Еврорадио», УДП косвенно связано с первым белорусским частным охранным предприятием «ГардСервис», которое характеризуют как возможный новый эскадрон смерти. Дочерняя структура УДП управляет магазином duty free в Национальном аэропорту Минск. Дочерняя структура УДП является монополистом по закупкам подарков и сувениров на государственные средства.
В распоряжении Главного хозяйственного управления Управления делами (ГХУ УДП) находится большое количество объектов недвижимости в Минске и других городах, многие из которых сдаются в аренду. В 1995 году УДП передали гостиницу «Минск» в центре города, в 2003 году – гостиничный комплекс «Юбилейный», впоследствии – санаторий «Юность». УДП позиционирует себя как крупнейшего оператора нежилой недвижимости в стране. Абсолютное большинство зданий в распоряжении ГХУ УДП достались бесплатно как государственное имущество. Другая дочерняя структура ГХУ УДП – РУП «БелЭЗ» – является эксклюзивной обслуживающей организацией сдаваемых в аренду зданий. По состоянию на 2021 год ей обслуживается 1,7 млн м² различной недвижимости (864 здания).
Финансовые показатели УДП не раскрываются, по итогам 2020 года выручка УДП составила около 1 миллиарда долларов.
После начала протестов 2020 года дочерние организации УДП оказались в числе компаний – целей общественного бойкота спонсоров режима Александра Лукашенко, списки которых распространялись в социальных сетях и специальных приложениях. 2 сентября 2020 года сайт Управления был взломан киберпартизанами, на главную страницу вывесили бело-красно-белый флаг и фотожабу на руководителя Виктора Шеймана.
Управление делами неоднократно было центром коррупционных скандалов, в том числе с участием руководителей Управления.

## Структура
В структуру управления входит 67 (по другим данным, более 100) организаций, в том числе четыре национальных парка: «Беловежская пуща», «Нарочанский», «Припятский», «Браславские озера» — и Березинский биосферный заповедник. Также управлению принадлежат санаторно-курортные комплексы, расположенные на Кавказе, в Крыму (санаторий «Белоруссия»), в Литве и Латвии, гостиницы в Минске: «Президент-отель», «Минск», «Планета», «Юбилейный».
УДП имеет более 20 активов в промышленности (в частности, сеть молокозаводов «Молочный гостинец»), сельском хозяйстве (агрохолдинг «Мачулищи» и Барановичская птицефабрика), полиграфии (Дом печати, Минская типография), 14 организаций в сфере услуг («Центркурорт», страховая компания «Промтрансинвест», сеть «Государственная аптека»). Также управлению подчинены культурно-развлекательные объекты: Дворец Республики, Республиканский культурно-просветительский центр, БелЭкспо, концертный зал «Минск».
За сохранение и развитие народных промыслов отвечает государственное производственно-торговое объединение «Белхудожпромыслы», в состав которого включены 14 предприятий, оказывающих услуги по изготовлению различной продукции, включая традиционный костюм; продукцию из дерева, соломы, лозы; керамические и кованые изделия.

## Санкции ЕС
17 декабря 2020 года Совет Европейского Союза внёс в «Чёрный список ЕС» ГХУ – Государственное учреждение «Главное хозяйственное управление» Управления делами Президента Республики Беларусь за «извлечение выгоды от режима Лукашенко и поддержку его». При обосновании санкций также указывалось, что это крупнейший оператор на рынке нежилой недвижимости и куратор множества компаний в стране, в то время как Александр Лукашенко попросил главу ГХУ Виктора Шеймана проконтролировать безопасность президентских выборов 2020 года. Также ГХУ было включено в санкционные списки Великобритании и Швейцарии. 26 января 2021 года к декабрьским санкциям ЕС присоединились Албания, Исландия, Лихтенштейн, Норвегия, Северная Македония, Черногория.